# Томашевский, Аполлинарий Иванович
Аполлина́рий Ива́нович Томаше́вский (1890—1926) — советский лётчик-испытатель и мировой рекордсмен.

## Биография
Родился 23 июня 1890 года в крестьянской семье.
В 1915 году окончил авиашколу Петербургского Аэроклуба, где его выучил летать известный авиатор Харитон Славороссов. Получил диплом пилота-авиатора и направление в ПОШМА (Петроградскую офицерскую школу морской авиации), окончил обязательные Теоретические авиационные курсы при Петроградском политехническом институте. Затем учился в школе морских летчиков (г. Баку), сдал экзамены на Морского лётчика в начале января 1916 года оставлен инструктором.
В августе 1916 года командирован на завод Щетинина ПРТВ (Петроград), где провел испытания первого в мире бронированного морского истребителя — летающей лодки «М-11» Д. П. Григоровича.
Участник Первой мировой войны, службу закончил в чине унтер-офицера. С сентября 1918 года в Красной Армии, военный лётчик 2-го Советского авиаотряда в Саратове. Участник боев с белогвардейцами и белочехами на Восточном фронте. 18 октября 1918 года из-за поломки двигателя совершил вынужденную посадку на территории врага, попал в плен и был заключён в Уральскую тюрьму.
Освобождён Красной Армией 24 февраля 1919 года.
С февраля 1919 года — военный лётчик разведывательного авиаотряда Южной группы войск Восточного фронта. С июля 1919 по март 1920 — командир 30-го авиаотряда 4-й армии. В июле — сентябре 1920 года служил военным лётчиком в Славненской сводной авиагруппе Западного фронта.
После гражданской войны Томашевский работал на Севере. Вернувшись в Москву начал деятельность лётчика-испытателя. Испытал один из первых советских экспериментальных самолётов — тяжёлый триплан «КОМТА» (1923). Поднял в небо и провёл лётные испытания первого советского пассажирского самолёта АК-1 (8.02.1924), первого цельнометаллического многомоторного моноплана со свободнонесущим крылом АНТ-4 (26.11.1925), второго АНТ-3 (Р-3) (1926). С 10 по 22 июля 1924 года Томашевский с экипажем на АК-1 выполнили перелет Москва—Нижний Новгород—Казань и обратно. Участник первого советского группового сверхдальнего перелёта Москва—Улан-Батор—Пекин (июнь 1925) на самолёте АК-1.
26 ноября 1925 года впервые поднял в небо первый в мире цельнометаллический двухмоторный бомбардировщик ТБ-1 (АНТ-4)
При испытаниях в 1926 году самолёта АНТ-4 установил 2 неофициальных мировых рекорда продолжительности полёта с грузом:
- первый полет с полезной нагрузкой 2054 кг длился 4 часа 15 минут,
- во втором за 12 часов самолёт пролетел 2000 км с грузом 1000 кг.

2 ноября 1926 года А. И. Томашевский застрелился. Похоронен на Ваганьковском кладбище в Москве.

## Награды и звания
- 2 ордена Красного Знамени (12.08.1919, 17.07.1925)
- Заслуженный пилот (17.07.1925)

## Память
- В Самаре именем Томашевского назван тупик.[источник не указан 4919 дней]